# Chambre de commerce et d'industrie du Havre
Vous pouvez aider à l'améliorer ou bien discuter des problèmes sur sa page de discussion.
- Il ne s’appuie pas, ou pas assez, sur des sources secondaires ou tertiaires. (Marqué depuis août 2019)
- Il n’est pas rédigé dans un style encyclopédique. (Marqué depuis août 2019)
- Il est à actualiser. Certains passages sont obsolètes ou annoncent des événements désormais passés. (Marqué depuis mars 2022)

- Archive Wikiwix
- Bing
- Cairn
- DuckDuckGo
- E. Universalis
- Gallica
- Google
- G. Books
- G. News
- G. Scholar
- Persée
- Qwant
- (zh) Baidu
- (ru) Yandex
- (wd) trouver des œuvres sur Wikidata

La chambre de commerce et d'industrie du Havre était l'une des sept CCI du département de la Seine-Maritime. Elle a été dissoute le 1er janvier 2016 par le décret 2015-1642 du 11 décembre 2015 portant création de la chambre de commerce et d’industrie territoriale Seine Estuaire qui regroupe les circonscriptions des CCI territoriales du Havre, de Fécamp-Port/Jérôme et du pays d'Auge.
Elle fait partie de la chambre régionale de commerce et d'industrie Haute-Normandie jusqu'à la création de la chambre de commerce et d'industrie de région Normandie le 1er janvier 2016.

## Statut et mission d'une CCI
La chambre de commerce et d’industrie est chargée de représenter les intérêts des 18 500 entreprises commerciales, industrielles et de service de son territoire et de leur apporter certains services. C'est un établissement public qui gère en outre des équipements au profit de ces entreprises et du territoire.

## Entité
En parallèle de l’accompagnement des entreprises et de représentation de leurs intérêts, la CCI a 2 autres missions :
- gérer des équipements qui servent l’intérêt des entreprises de son territoire,
- former les collaborateurs et futurs dirigeants dont les entreprises ont besoin.

C’est pourquoi elle gère ou est partenaire de plusieurs entités.

## Fonctionnement

### Présidents
- 1802- : Jacques-François Begouën
- Michel Delaroche
- 1819-1826 : André Begouën-Demeaux
- 1830-1832 : Eugène Vivien Homberg
- Théodore Ferrère
- Jules Ancel
- Hubert Raoul-Duval
- Antoine Rufenacht

## Pour approfondir